# Icerya brachystegiae
Icerya brachystegiae är en insektsart som beskrevs av Hall 1940. Icerya brachystegiae ingår i släktet Icerya och familjen pärlsköldlöss.
Artens utbredningsområde är Zimbabwe. Inga underarter finns listade i Catalogue of Life.